# Tòa nhà CNOOC
Tòa nhà trụ sở chính CNOOC (giản thể: 中海油总部大楼; phồn thể: 中海油總部大樓; bính âm: Zhōnghǎiyóu zǒngbù dàlóu) nằm trên đường vành đai 2 ở khu Triều Dương Môn của quận Đông Thành, Bắc Kinh. Đây là trụ sở công ty của Tổng công ty Dầu khí Hải dương Trung Quốc, một trong hai công ty dầu khí quốc doanh của quốc gia này. Tòa nhà này được thiết kế bởi công ty kiến trúc New York của Kohn Pedersen Fox (KPF) và bắt đầu khánh thành vào năm 2006.

## Thiết kế
Theo KPF, các diện mạo trong thiết kế của tòa nhà có ý nghĩa gợi lên ngành công nghiệp dầu khí. Thiết kế này có dạng hình tam giác với các góc bo tròn, nhẹ nhàng loe ra phía ngoài, giống như mũi của một chiếc tàu chở dầu. Ở đáy, tòa nhà được hỗ trợ bởi cột trụ, cho thấy các mỏ dầu ngoài khơi là nguồn sản phẩm chính của công ty. Các khu đất xung quanh cũng được tạo kiểu để gợi lên hình ảnh bề mặt của đại dương.
Tòa nhà có ý nghĩa là một đối trọng với tòa nhà lớn của Bộ Ngoại giao ở góc đối diện của giao lộ của đường vành đai 2 và đường Triều Dương Môn. Bên trong tòa nhà có một giếng trời trung tâm được thắp sáng bởi một tầng trên. Khu vườn trên tầng thượng được xếp xung quanh giếng trời nhằm mục đích tạo điều kiện cho các cuộc gặp gỡ ngẫu hứng, thân mật giữa các nhân viên. Bên ngoài, một sân phía tây, được đệm từ con phố nhộn nhịp bởi một khối đế hình chữ L ba tầng và đi vào qua một cửa ngõ ngoại cỡ, nhằm tạo ra một không gian công cộng như phòng họp, nhà hàng và khu triển lãm, và cũng để mời gọi du khách khám phá tòa nhà.
Với diện mạo hình tam giác bo cong, tòa tháp này tối đa hóa việc sử dụng diện tích và tạo ra một sân trong dọc theo phía đường yên tĩnh hơn, đi qua một cửa ngõ mang tính biểu tượng gợi nhớ đến những chiếc sân nhà trong truyền thống của Trung Quốc.
Tuy nhiên sự tiếp nhận của người dân địa phương đối với tòa nhà đã thấy một góc nhìn khác. Nhiều cư dân cho rằng, thay vì giống một con tàu hoặc một giàn khoan chứa dầu, tòa nhà trông giống như một cái bồn cầu, đặc biệt là mô hình chiếc bồn cầu không có bồn chứa nước phía sau được công ty Kohler tiếp thị ở Trung Quốc. Một nhà quảng cáo địa phương sau đó đã dựng một bảng quảng cáo nhà vệ sinh trên đỉnh một tòa nhà đối diện đường Vành đai.